# 신흥 종교

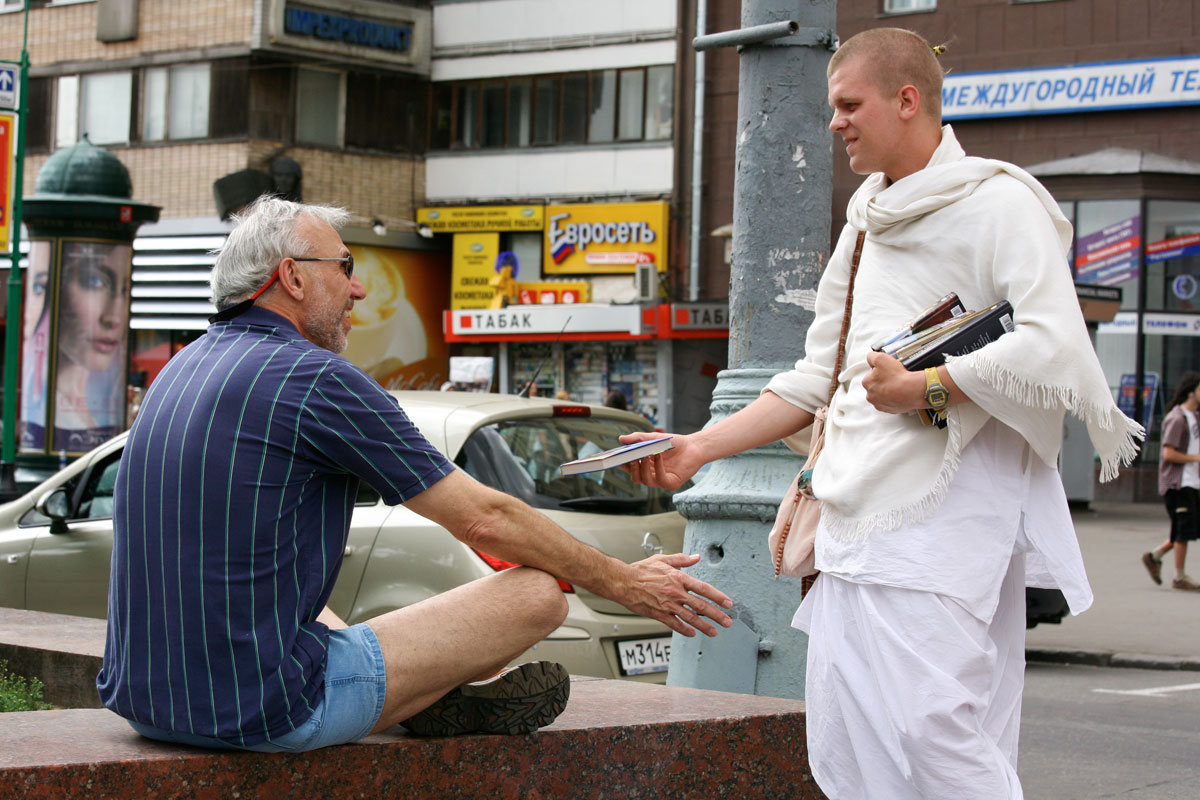
러시아 모스크바에서 한 사람에게 설교하는 힌두교 하레 크리슈나 운동의 일원.

신흥 종교(新興宗敎, 영어: new religious movement, NRM, alternative spirituality, new religion)는 기존 종교와 비교할 때 최근에 성립한 종교를 널리 일컫는 용어이다. 기성의 종교 단체에서 분파되어 나온 것이 많은데, 대개는 현실적인 경향을 띤다. 보통은 기존 종교에 속하지 않는 새로운 종교를 가리키지만, 기존 종교의 새로운 분파 중 어느 유파로 분류하기 어려워도 신흥 종교라고 부른다. 정통, 이단, 사이비, 신흥 종교에 대한 명확한 기준이 없기 때문에 다소 혼란스러운 점도 있다.
종교사회학을 연구하는 수많은 학자들은 종종 경멸어로 간주되는 컬트(cult)라는 용어의 중립적인 대안으로 "신흥 종교"라는 용어를 사용하는 것을 선호한다. 기성종교에 대한 상대적인 개념이라 할 수 있으나 신흥종교라는 용어는 교리,의례,조직의 측면에서 기성종교에 비해 정교화되지 못하다는 의미에서 결핍된 종교라는 부정적인 함축을 띠고 있기 때문에 보다 중립적이고 객관적인 용어로 '신종교'라는 용어를 사용하기도 한다.
단일한 종교 현상은 자연종교와 성립종교로 대분되며, 성립종교는 기성고등종교와 신흥종교로 다시 양분한다. 성립종교란 '교조가 새로운 교설을 베풀고 그 밑에 조직된 단체'이다. 종교 현상을 과학의 이치와 체계에 맞게 분석하는 종교학상 처지에서는 기존 종교나 신흥종교는 모두 신흥종교성을 띤 과정에서 탈피한 모습에 불과하기 때문이다.
기존 종교라도 타지에 들어가 아직 토착화하지 못했을 때 그 지역에서는 신흥종교로 분류되는 것이 보통이며, 이와 반대로 신흥종교더라도 그 종교의 교시나 활동에 ① 진리성 ② 역사성 ③ 대중성이 들어 있는 종교는 이를 신종교(新宗敎)라고 부른다. 단일한 종교 현상을 놓고 그 집단이 종교인지 여부를 다룬 문제에 부딪히면 그것은 유사종교나 사이비종교라는 개념으로 제한받으나 한 종교집단의 저속 여부를 판단하려는 현상은 어느 사회에서나 일어나듯이 가치판단이 작용되는 시민 의식은 종교학상 처지에서는 다룰 수 없다.

## 개념
신흥 종교란 단어는 한 사회의 혼란상을 배경으로 새롭게 발흥된 종교의 모습을 지칭한 말이라서 이 말은 두 가지 측면에서 그 의미를 정할 수 있다. 하나는 부정스러우면서도 어두운 면으로, 다른 하나는 긍정스러우면서도 밝은 면으로 정의할 수 있다. 전자는 신흥이란 말 자체가 뜻하듯이 걷잡을 수 없는 풍조에서 한때 발생에 유리한 조건을 타고 우후죽순으로 발흥하고 유행하다가 또 다른 사조가 일어날 때는 풍전등화처럼 사라질 수도 있다는 뜻을 내포하며, 후자는 역사상 창조성을 띤 종교라고 이해하고 풀이할 수도 있다는 면에서 본 관점이다. 오늘날의 고등종교가 창교되던 당시 석가나 공자나 예수의 활동은 신흥 종교 양상이었기 때문이다. 한 사회에서의 신흥종교 증가율은 사회상 아노미현상과 정비례하며, 반대로 안정된 사회일수록 신흥종교 자연 소멸률은 높아진다.
사회적 변동시기에 일반서민들의 사회개혁 욕구, 또는 안정기에서의 서민들의 욕구불만이나 생존에 대한 가치 추구가 대부분은 서민 출신인 교조(敎祖)의 카리스마적 언동을 중심으로 조직이 결성되고, 또 그 교조가 주창하는 신조 아래에서 공감대가 형성되는 대중의 사상운동이다. 기성종교와 달리 권위, 전통에 의해 위로부터 신도를 지도하는 것이 아니라 아래로부터 지지되는 목적집단의 형태를 취하며, 포교를 조직 확대의 거점으로 하여 만인사제(萬人司祭) 제도를 취하는 경우가 많다. 그러나 조직의 결집력은 교조나 지도자에 대한 절대의존적 신뢰에 의하며, 그 때문에 신흥종교의 조직은 공동체적 생활을 영위하는 집단을 제외하고는 본부의 중앙 집권을 특색으로 하는 것이 많다.

## 발생 원인
첫째로 현대사회의 영적 부흥(spiritural revival)을 꼽을 수 있다. 과학적, 합리적 사고방식이 만연한 가운데 오히려 주술적 혹은 기복적 형식으로 좌절된 속세적 욕구가 종교화 한다는 설명이 있다. 또 베버(M. Weber)가 정립했던 카리스마의 일상화(routinization) 이론에 병행하여, 모든 인간의 종교는 일정기간이 지나면 반드시 처음과 같은 강렬한 힘을 유지하기가 어려워 재생(revitalization)돼야 한다는 주장이 있다. 
반면에 세속화(secularization)의 맥락에서 발생 원인을 찾으려는 학자들도 있다. 기성종교가 성스러움에서 이탈하여 보잘것 없어지고(trivialization) 세속적으로 흘러버리자 진정한 종교적 관심을 지속하려는 사람들은 떠나서 새로운 종교를 형성하게 된다는 설명이다. 물론 이 때 종교의 본래적 관심을 비교적 계속 유지하고 있는 보수 교회로 신도들이 이동하는 경우도 있으며, 세속화에 대한 반응이라는 관점에서 봤을 때 보수 교회와 신흥종교는 기능적 대체(functional alternative)의 관계에 있다고 볼 수 있다. 
세번째로 신흥종교의 발생원인은 이른바 사회적 아노미 현상을 꼽을 수 있다. 사회전체를 총체적으로 아우르던 일원적 신념체계가 깨지고,종교 및 신념이 다원화 되면서 사회전체가 믿고 의지할 정신적 지주가 흔들리자 각자 나름대로 새로운 신념체계에 매달리게 되었다는 설명이다.

## 한반도의 신흥종교
한반도의 신흥종교는 구한말 정치상·사회상 혼란기에 출현한 여러 종교가 시초이다. 정치상 타락과 유교상 부패와 아울러 천주교는 토착화하지 못하고 사회상 혼란이 극에 달했을 때 하층민 사이에서 일어났다. 역사상 전환기와 사회상 급변기에 정국의 혼란, 사회 불안, 가치관 붕괴, 지배 종교 부재, 기존 종교 외면을 위시해 복합성 사회 병리를 요인으로 발생하였다. 오늘날의 신흥종교는 기존 종교의 고루성이나 교리의 진부성, 행실의 불륜성·경제성이나 경전 해석 차이로 분파되어 창시되는 모습을 보이고 있다.  

## 같이 보기
- 한국의 신흥종교

## 참고 자료
- 이 문서에는 다음커뮤니케이션(현 카카오)에서 GFDL 또는 CC-SA 라이선스로 배포한 글로벌 세계대백과사전의 내용을 기초로 작성된 글이 포함되어 있습니다.